# 42 (число)
42 (со́рок два) — натуральне число між 41 і 43.

## Математика
- 242 = 4398046511104
- 42 є другим сфенічним числом.
- 42 є шостим числом Каталана

## Наука
- Атомний номер молібдену.
- NGC 42 — галактика типу E-S0 у сузір'ї Пегас..

## Дати
- 42 рік до н. е.
- 42 рік
- 1842 рік
- 1942 рік
- 2042 рік

## Інші галузі
- ASCII-код символу «*»
- У романі Дугласа Адамса «Путівник Галактикою для космотуристів» це число називається відповіддю на питання «Життя, Всесвіту і взагалі».
- У казці Аліса в Дивокраї 42 - номер закону, на який посилається Чирвовий Король, щоб усунути Алісу з судової зали.
- У серіалі Цілком таємно 42 - номер квартири агента Фокса Малдера.

### В християнстві
Число 42 з'являється в християнстві в різних контекстах. У Євангелії від Матвія, у версії родоводу Ісуса, налічується 42 покоління (імена); пророкується, що 42 місяці звір пануватиме над землею (Об'явлення 13:5); 42 чоловіки з Бет-Азмавету були пораховані під час перепису чоловіків Ізраїлю після повернення з вигнання (Ездра 2:24); Бог послав ведмедів, щоб загризти 42 хлопчиків-підлітків, які насміхалися над Єлисеєм через його лисину (2 Царств 2:23), і т. д.